# Ross 248

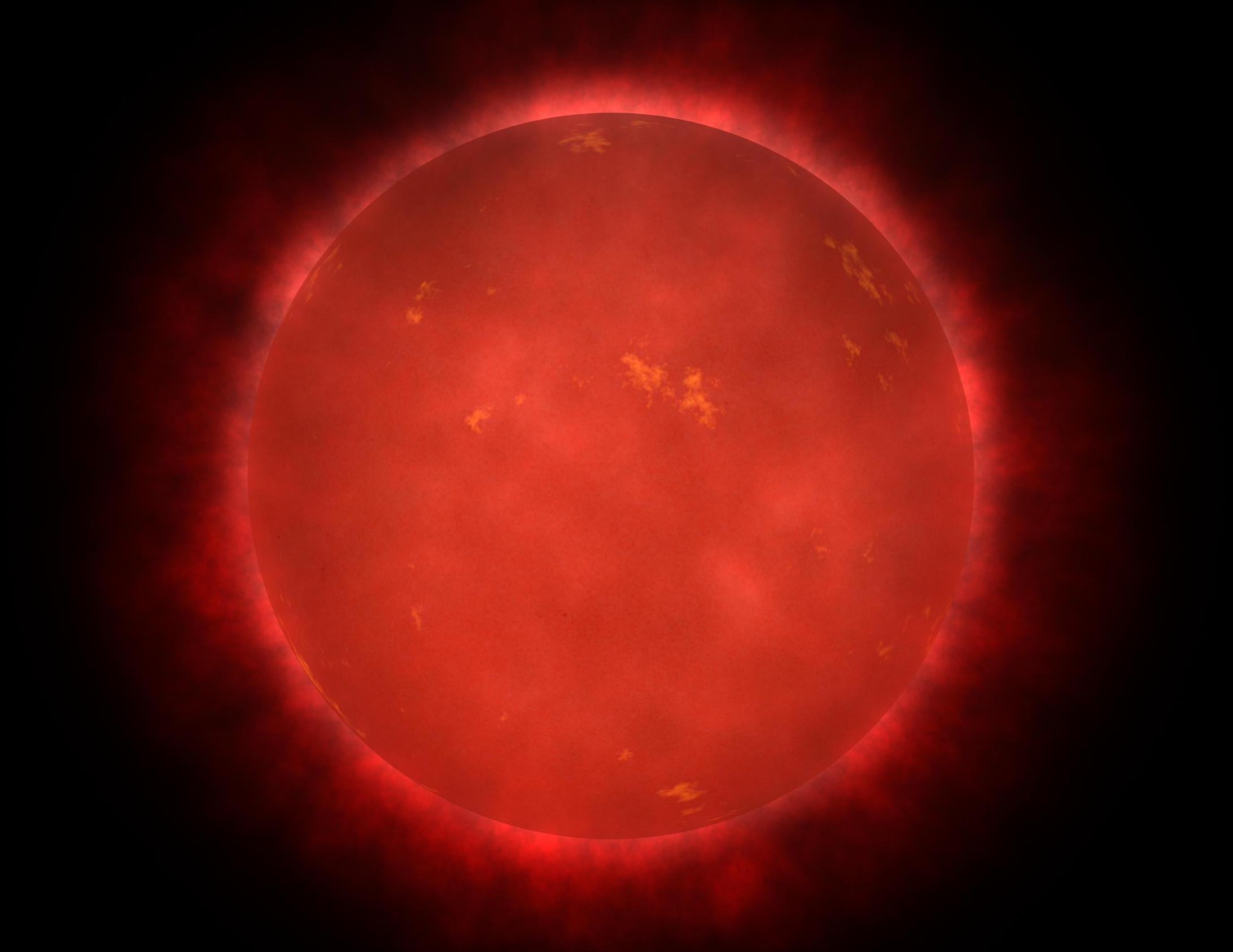
Imagem ilustrativa de Ross 248.

Ross 248, também chamada de HH Andromedae ou Gliese 905, é uma pequena estrela localizada a aproximadamente 10,30 anos-luz (3,16 parsecs) de distância a partir da Terra, no norte da constelação de Andrômeda. Apesar de sua proximidade com a Terra, esta estrela é muito fraca para ser visto a olho nu. Ross 248 foi catalogada pela primeira vez por Frank Elmore Ross em 1926 em sua segunda lista de estrelas de movimento próprio.

## Características
Esta estrela tem cerca de 12% da massa do Sol e de 16% do raio do Sol, mas apenas 0,2% da luminosidade do Sol. Ele tem uma classificação estelar de M6 V, que indica que ela é um tipo de estrela conhecida na sequência principal como anã vermelha. Esta é uma estrela de brilho variável que, ocasionalmente, sua luminosidade aumenta. com elevada probabilidade, parece haver um ciclo de longo prazo de variabilidade com um período de 4,20 anos. Esta variabilidade faz com que a estrela possa variar em magnitude visual de 12,23 a 12,34. Em 1950, esta tornou-se a primeira estrela a ter uma pequena variação na magnitude atribuída a manchas em sua fotosfera.
Observações a longo prazo desta estrela pelo Observatório Sproul não apresentam perturbações astrometric por um companheiro invisível. Devido ao movimento próprio desta estrela foi considerado a existência de um objeto secundário, sendo uma anã marrom ou uma companheira estelar orbitando a uma grande distância (entre 100-1400 UA), mas nenhuma foi encontrada. A busca por um companheiro fraco usando o Telescópio Espacial Hubble não encontrou nada.

Esta estrela que está localizada atualmente a uma distância de 10,3 anos-luz, tem uma velocidade radial de −81 km/s. Em cerca de 31 000 anos ela poderá se tornar a estrela mais próxima do Sol por vários milênios, com uma distância mínima de 3,02 anos-luz (0,927 parsecs) em 36 000 anos. No entanto, ele vai recuar depois e novamente ficará mais longe do Sol do que Proxima Centauri daqui a 42.000 anos a partir de agora.

A sonda espacial Pioneer 10 que está viajando em um caminho aproximadamente na direção de Ross 248, e é esperado para chegar a 3,2 anos-luz (0,98 parsecs) da estrela daqui a 32,605 anos. A sonda que escapou do Sistema Solar com uma velocidade de 25,4 km/s chegaria a esta estrela a 37.000 anos a partir de agora, logo após quando a estrela chegar a sua abordagem mais próxima do Sol. Por comparação, a Voyager 1 tem uma velocidade de escape de 16,6 km/s.